# سیارک ۱۷۶۱۱
سیارک ۱۷۶۱۱ (به انگلیسی: 17611 Jozkakubik، نامگذاری:1995UP2) هفده هزار و ششصد و یازدهمین سیارک کشف شده‌است که در ۲۴ اکتبر ۱۹۹۵ کشف شد.
قدر مطلق سیارک برابر ۱۳٫۴۰ است.